# Madhuca diplostemon
Espèce
Statut de conservation UICN

 EN B1+2c : En danger
Classification phylogénétique
Madhuca diplostemon est une espèce de plantes à fleurs de la famille des Sapotaceae. C'est un grand arbre originaire du Karnataka, en Inde.

## Répartition
L'espèce était connue vers Mangalore dans le district de Kanara, état de Karnataka.

## Conservation
L'espèce n'a pas été revue depuis la fin des années 1990, malgré des recherches intensives dans les reliquats de forêts.